# 柴灣邨

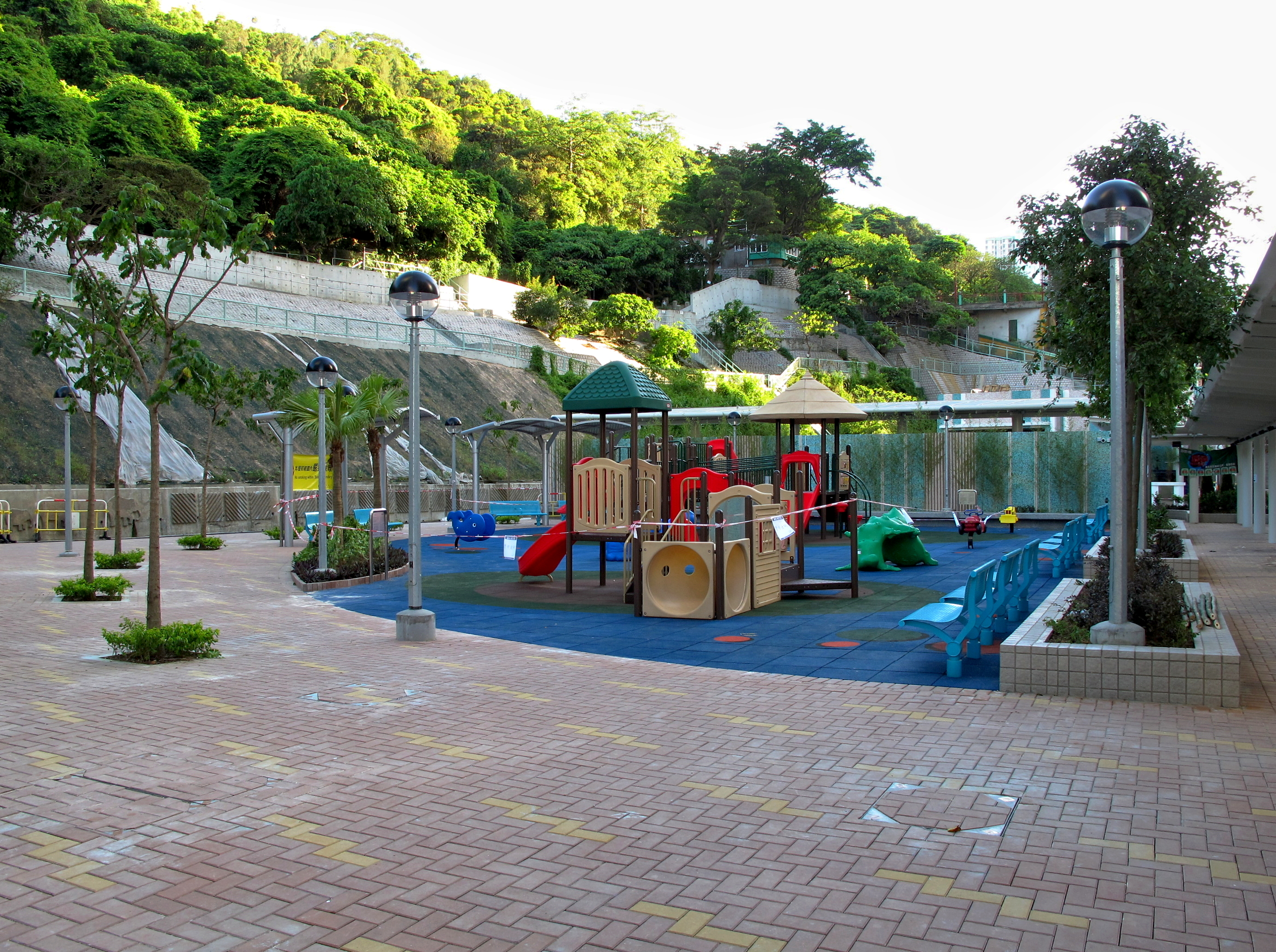
兒童遊樂場

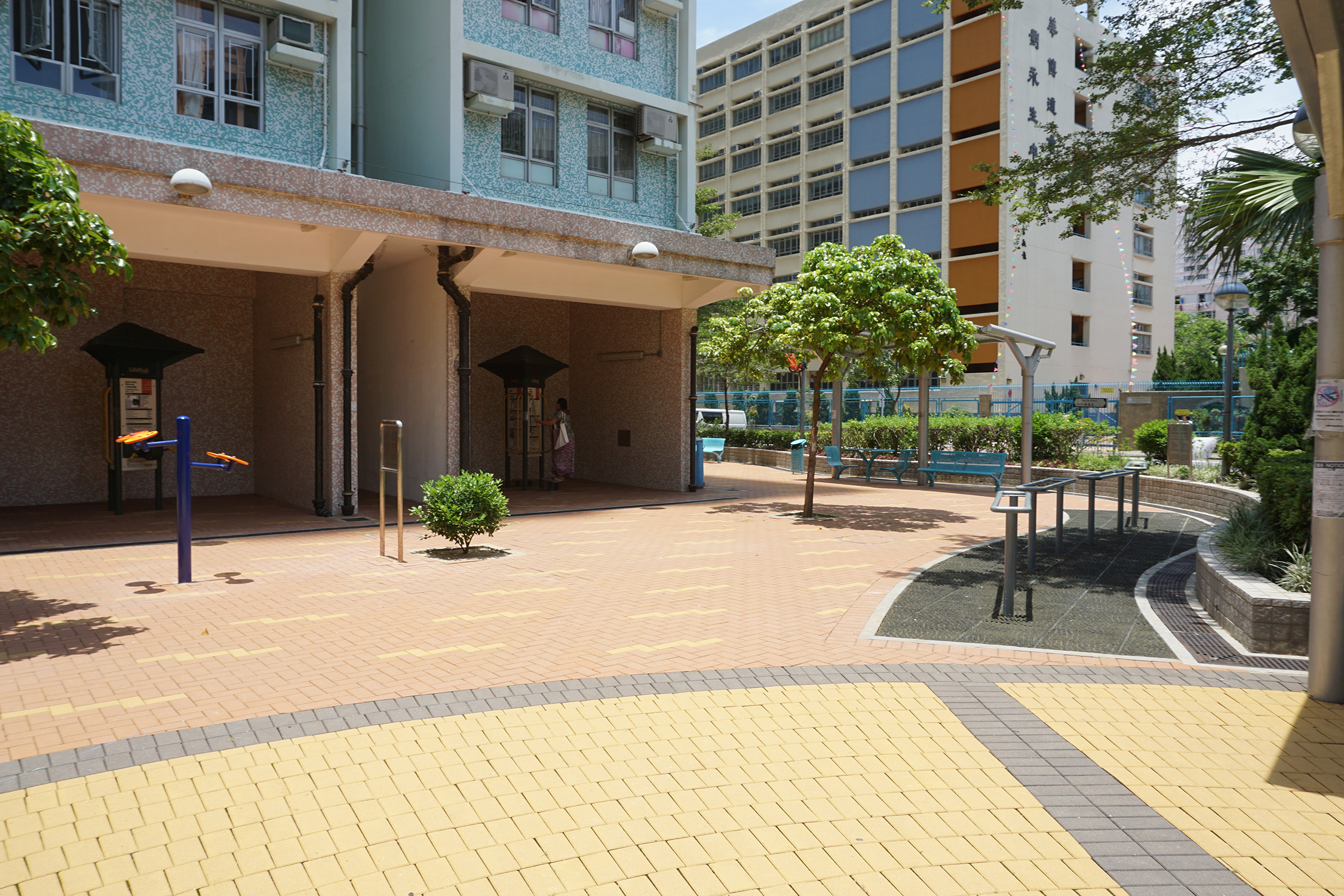
邨內設健身設施

柴灣邨（英語：Chai Wan Estate）是香港東區的一個公共屋邨，位於柴灣新廈街300號，毗鄰東區走廊和港鐵柴灣站。以前的柴灣邨共有27座徙置大廈，經拆卸重建後，大部份樓宇分拆為環翠邨、悅翠苑、茵翠苑、柴灣市政大廈、樂軒臺以及蝶翠苑，現時的柴灣邨由房屋署總建築師（2）負責設計，由西松建設負責承建，並建有灣畔樓與灣映樓兩座T字型非標準設計出租樓宇，此兩幢樓宇同時亦是港島區首個採用非標準型設計的公屋項目。

## 歷史
前代柴灣邨於1959年至1966年間陸續落成，位於香港東區柴灣，港鐵柴灣站現址附近一帶，1973年前稱為柴灣徙置區，第1至12座為舊長型大廈（第三型徙置大廈），第13至15座為舊長型大廈（第四型徙置大廈），第17、18、20、22座為舊長型大廈（第一型徙置大廈），第16、19、21、23至27座為舊長型大廈（第二型徙置大廈）。當中，舊長型大廈（第一型徙置大廈）和舊長型大廈（第二型徙置大廈）曾經以英文字母命名。

## 拆卸及重建
柴灣邨的重建工程歷時47年，是香港公共建設工程中最長的一項工程，而拆卸工程於1975年開始，直到2022年8月原第13座現正重建為綠表置居計劃屋苑蝶翠苑交付為止，拆卸重建後，舊長型大廈（第一型徙置大廈）和舊長型大廈（第二型徙置大廈）的部份已成為環翠邨（包括改建後的21座和22座，即環翠邨以前的安翠樓及寧翠樓）；而第1座重建為柴灣市政大廈；第2至8座重建為樂軒臺；9至12座及13座的其中一半位置重建後成為中華傳道會劉永生中學及聖公會聖米迦勒小學。
前13座另一半土地現正興建綠表置居計劃屋苑蝶翠苑（於2019年3月列入綠表置居計劃，同年10月簽立地契，並與青衣青富苑一併於同年12月接受申請，但命名則於同年11月才公佈。於2020年6月29日起揀樓，並預計於2022年8月31日竣工。蝶翠苑亦是柴灣邨原址上重建的最後一座樓宇，亦象徵舊柴灣邨歷時47年的重建工程正式圓滿結束。）
而舊柴灣邨第14及15座的位置則重建成灣畔樓及灣映樓，此2幢大樓已於2010年4月14日落成，並於同年6月陸續交付使用，並重用「柴灣邨」一名作為屋邨名稱，故此在2001-2010年這段期間柴灣邨曾經消失過。唯「柴灣」已不再只是柴灣邨的代名詞，而指柴灣整個地區或港鐵柴灣站。

## 自選單位計劃
在1996年，香港房屋委員會及房屋署選定柴灣邨第二期重建（9-12座）作為首個推行試驗性質的「自選單位計劃」（Self Selection Scheme）的重建計劃。
當時經認可的9－12座居民及新分戶家庭，在揀樓前可透過此計劃收到備供揀選單位目錄、以及附有模型照片、地圖、總平面圖、樓宇樣本平面圖及單位平面圖的興東邨二期樓書，以作揀選單位前的參考之用，並在指定日期在設於房屋署柴灣邨辦事處內的揀樓中心，分批揀選屬意的同區安置資源（筲箕灣興東邨二期的新單位及港島區未納入整體重建計劃屋邨內的翻新單位），以提高配屋的透明度及減少安置資源的空置時間。
幾個月後，房屋署認為此計劃成功可行，故此隨即把這計劃推展至其他受重建計劃影響的屋邨。

## 屋邨資料

### 現時樓宇
| 樓宇名稱（座號） | 門牌號碼        | 樓宇類型               | 落成年份 | 樓宇層數（住宅層數） | 每層伙數 | 每座單位總數（伙） | 建築師              | 承建商   | 提供升降機的廠商 |
| ---------------- | --------------- | ---------------------- | -------- | -------------------- | -------- | ------------------ | ------------------- | -------- | ---------------- |
| 灣畔樓 （第1座） | 柴灣新廈街300號 | 非標準設計大廈 （T型） | 2010年   | 41（1-40）           | 20       | 800                | 房屋署總建築師（2） | 西松建設 | 通力             |
| 灣映樓 （第2座） | 柴灣新廈街300號 | 非標準設計大廈 （T型） | 2010年   | 41（1-40）           | 20       | 800                | 房屋署總建築師（2） | 西松建設 | 通力             |

### 歷代樓宇

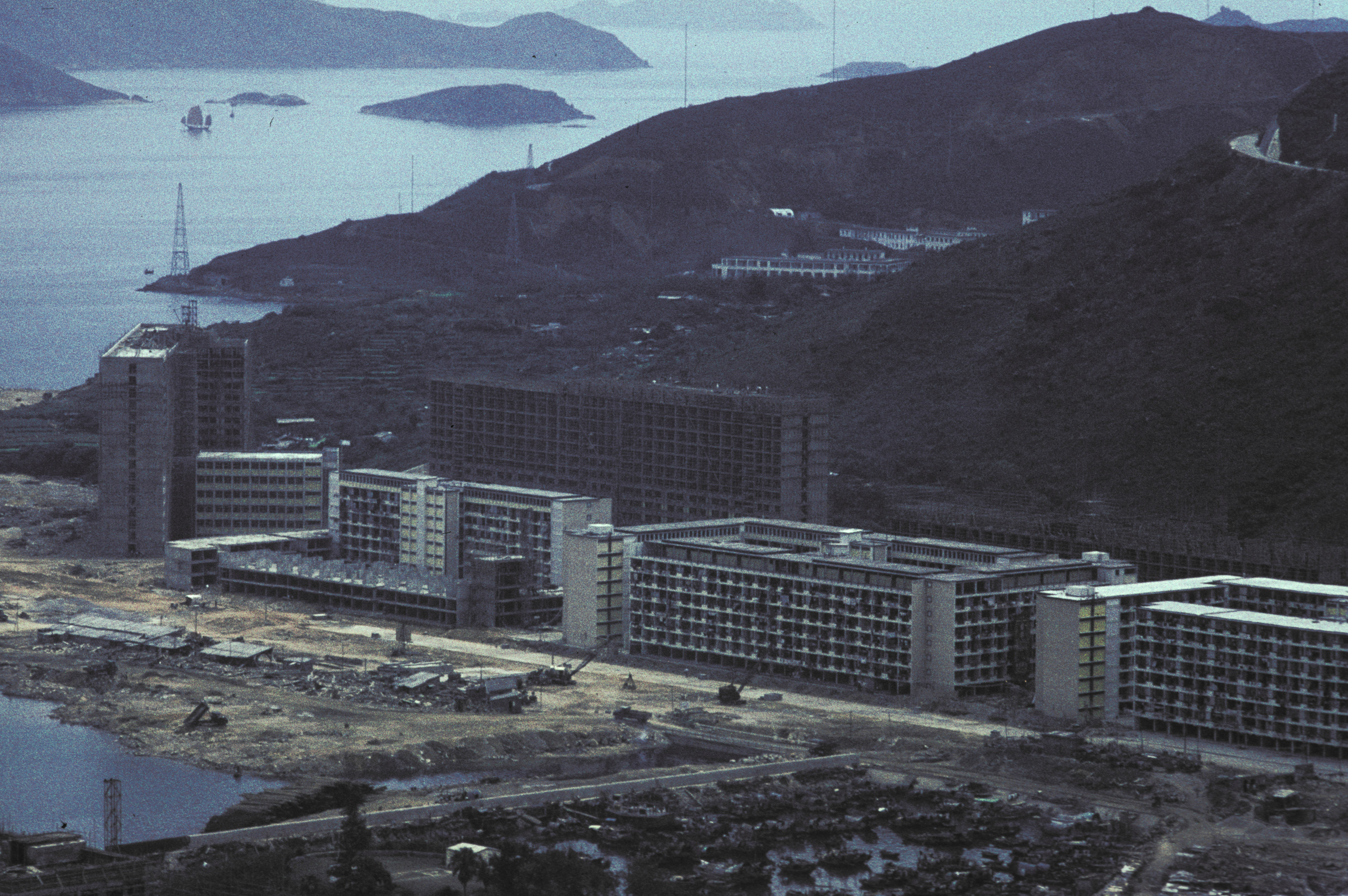
柴灣邨，1965年

#### 第10座只有3層之原因
一般的第三型徙置大廈，樓高均為7-8層，但柴灣邨第10及11座卻分別僅建有3層及2層。原因是當初興建第10座時，地基並不穩固，當興建到第3層時，樓宇部份地方倒塌，幸好不影響結構，但是當時徙置事務處為了安全起見，把第10座只建到第3層便停工，以及將此座分成幾個部份，所以有部份單位入伙前已被拆除。
另外第11座也僅建有兩層，設計基本上與慈雲山邨第41座大致相同，唯一不同的是柴灣邨11座設有4個獨立廚房、浴室連浴缸及梗房的出租單位。

#### 重建前柴灣邨、環翠邨樓宇列表
| 重建前的柴灣邨 | 重建前的柴灣邨 | 重建前的柴灣邨 | 重建前的柴灣邨 | 重建前的柴灣邨 | 重建前的柴灣邨     | 重建前的柴灣邨                    | 重建前的柴灣邨                                          | 重建前的柴灣邨           | 重建前的柴灣邨 |
| 樓宇座號       | 樓宇類型       | 落成年份       | 改建年份       | 拆卸年份       | 原座號（英文字母） | 重建後建築                        | 安置屋邨                                                | 承建商                   |                |
| -------------- | -------------- | -------------- | -------------- | -------------- | ------------------ | --------------------------------- | ------------------------------------------------------- | ------------------------ | -------------- |
| 第1座          | 第三型         | 1963年         | （不適用）     | 1991年         | --                 | 柴灣市政大廈                      | 小西灣邨                                                | 安利（蕭氏）建築有限公司 |                |
| 第2座          | 第三型         | 1963年         | （不適用）     | 1991年         | --                 | 樂軒臺                            | 小西灣邨                                                | 安利（蕭氏）建築有限公司 |                |
| 第3座          | 第三型         | 1963年         | （不適用）     | 1991年         | --                 | 樂軒臺                            | 小西灣邨                                                | 安利（蕭氏）建築有限公司 |                |
| 第4座          | 第三型         | 1963年         | （不適用）     | 1991年         | --                 | 樂軒臺                            | 小西灣邨                                                | 安利（蕭氏）建築有限公司 |                |
| 第5座          | 第三型         | 1963年         | （不適用）     | 1991年         | --                 | 樂軒臺                            | 小西灣邨                                                | 安利（蕭氏）建築有限公司 |                |
| 第6座          | 第三型         | 1963年         | （不適用）     | 1991年         | --                 | 樂軒臺                            | 小西灣邨                                                | 安利（蕭氏）建築有限公司 |                |
| 第7座          | 第三型         | 1963年         | （不適用）     | 1991年         | --                 | 樂軒臺                            | 小西灣邨                                                | 安利（蕭氏）建築有限公司 |                |
| 第8座          | 第三型         | 1963年         | （不適用）     | 1991年         | --                 | 樂軒臺                            | 小西灣邨                                                | 安利（蕭氏）建築有限公司 |                |
| 第9座          | 第三型         | 1963年         | （不適用）     | 1996年         | --                 | 中華傳道會劉永生中學              | 興東邨                                                  | 安利（蕭氏）建築有限公司 |                |
| 第10座         | 第三型         | 1963年         | （不適用）     | 1996年         | --                 | 中華傳道會劉永生中學              | 興東邨                                                  | 安利（蕭氏）建築有限公司 |                |
| 第11座         | 第三型         | 1963年         | （不適用）     | 1996年         | --                 | 中華傳道會劉永生中學              | 興東邨                                                  | 安利（蕭氏）建築有限公司 |                |
| 第12座         | 第三型         | 1963年         | （不適用）     | 1996年         | --                 | 中華傳道會劉永生中學              | 興東邨                                                  | 安利（蕭氏）建築有限公司 |                |
| 第13座         | 第四型         | 1966年         | （不適用）     | 1999年         | --                 | 聖公會柴灣聖米迦勒小學 蝶翠苑     | 興華（一）邨                                            | 德榮建築                 |                |
| 第14座         | 第四型         | 1966年         | （不適用）     | 2001年         | --                 | （同名屋邨） 灣映樓 灣畔樓        | 興華（一）邨/愛東邨                                     | 德榮建築                 |                |
| 第15座         | 第四型         | 1966年         | （不適用）     | 2001年         | --                 | （同名屋邨） 灣映樓 灣畔樓        | 興華（一）邨/愛東邨                                     | 德榮建築                 |                |
| 第16座         | 第二型         | 1960年         | （不適用）     | 1982年         | K座                | 環翠邨喜翠樓 利翠樓 富翠樓 貴翠樓 | 興民邨                                                  | 昌利建築                 |                |
| 第17座         | 第一型         | 1959年         | （不適用）     | 1982年         | A座                | 環翠邨喜翠樓 利翠樓 富翠樓 貴翠樓 | 興民邨                                                  | 昌利建築                 |                |
| 第18座         | 第一型         | 1959年         | （不適用）     | 1982年         | B座                | 環翠邨喜翠樓 利翠樓 富翠樓 貴翠樓 | 興民邨                                                  | 昌利建築                 |                |
| 第19座         | 第二型         | 1960年         | （不適用）     | 1982年         | L座                | 環翠邨喜翠樓 利翠樓 富翠樓 貴翠樓 | 興民邨                                                  | 昌利建築                 |                |
| 第20座         | 第一型         | 1959年         | （不適用）     | 1982年         | C座                | 環翠邨喜翠樓 利翠樓 富翠樓 貴翠樓 | 興民邨                                                  | 昌利建築                 |                |
| 第21座         | 改裝第二型     | 1960年         | 1975年         | 1996年         | M座                | 環翠邨逸翠樓                      | 白沙灣臨時房屋區（原來住戶） 耀東邨（1975年後遷入住戶） | 昌利建築                 |                |
| 第22座         | 改裝第一型     | 1959年         | 1975年         | 1996年         | J座                | 悅翠苑                            | 白沙灣臨時房屋區（原來住戶） 耀東邨（1975年後遷入住戶） | 昌利建築                 |                |
| 第23座         | 第二型         | 1960年         | （不適用）     | 1979年         | H座                | 茵翠苑                            | 環翠邨美翠樓 盛翠樓 蕙翠樓 怡翠樓                       | 昌利建築                 |                |
| 第24座         | 第二型         | 1960年         | （不適用）     | 1976年         | G座                | 環翠邨美翠樓 盛翠樓 蕙翠樓 怡翠樓 | 興華（二）邨安興樓                                      | 昌利建築                 |                |
| 第25座         | 第二型         | 1960年         | （不適用）     | 1976年         | F座                | 環翠邨美翠樓 盛翠樓 蕙翠樓 怡翠樓 | 興華（二）邨安興樓                                      | 昌利建築                 |                |
| 第26座         | 第二型         | 1960年         | （不適用）     | 1979年         | E座                | 環翠邨福翠樓 澤翠樓               | 環翠邨美翠樓 盛翠樓 蕙翠樓 怡翠樓                       | 昌利建築                 |                |
| 第27座         | 第二型         | 1960年         | （不適用）     | 1979年         | D座                | 環翠邨福翠樓 澤翠樓               | 環翠邨美翠樓 盛翠樓 蕙翠樓 怡翠樓                       | 昌利建築                 |                |

粗體表示該樓宇牽涉26座問題公屋醜聞，其混凝土強度未達高層單位20.7MPa或低層單位31MPa的標準，相關單位已納入整體重建計劃下重建
1. ↑   (PDF).   [2020-08-17]. （原始内容存档 (PDF)于2020-05-21）.
2. ↑   (PDF).   [2020-08-17]. （原始内容存档 (PDF)于2019-12-17）.
3. 1 2  不設有I座，因其外形與「1」字相近
4. ↑  柴灣兩座大廈重建 居民遷入興華邨 表示無力付貴租 提出四項要求望降低租金，《華僑日報》，1976年4月15日。

## 圖片庫

### 重建中

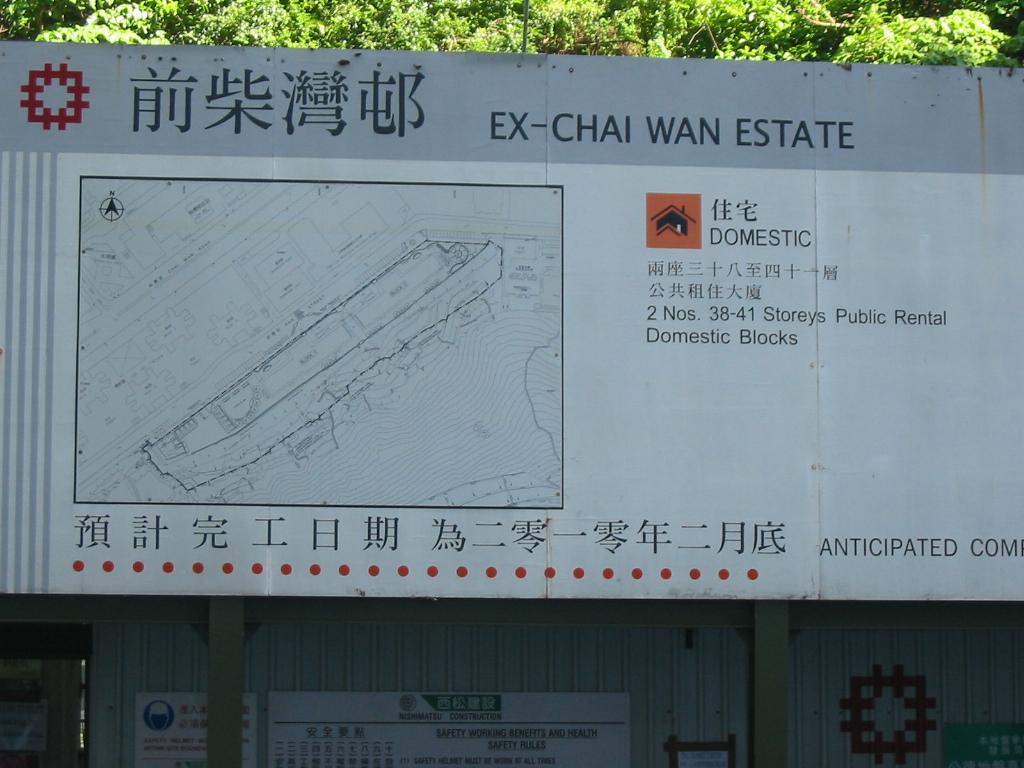
重建中的柴灣邨外圍板（外圍板寫著前柴灣邨；2008年7月）
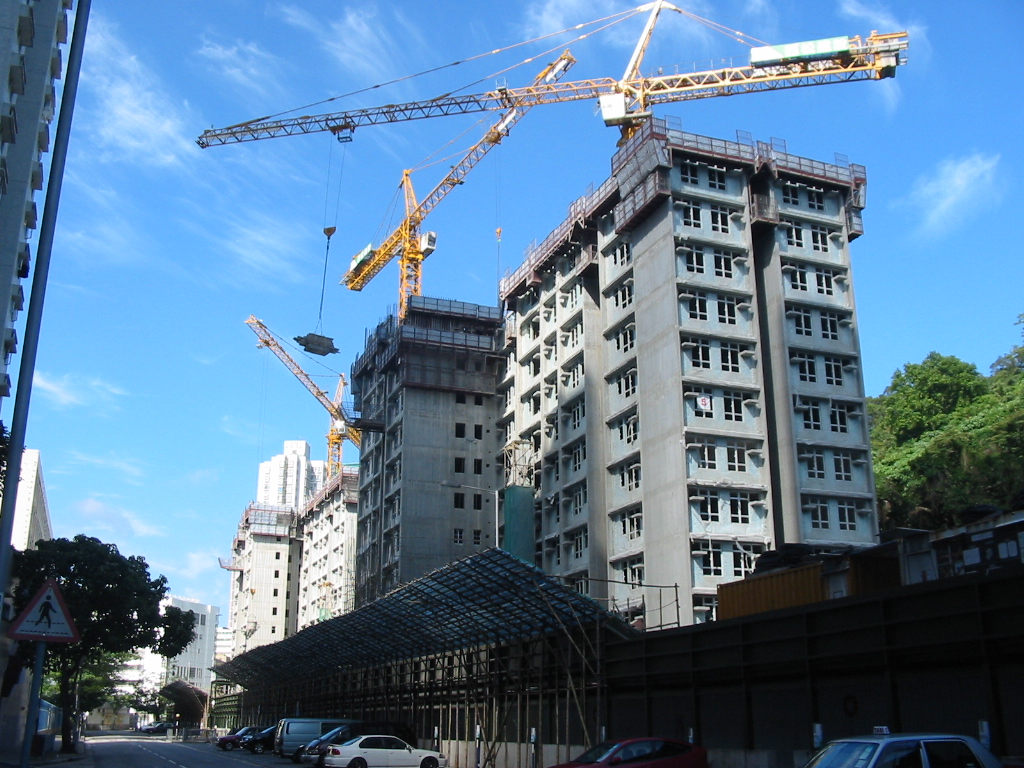
重建中的柴灣邨，圖中的現址為灣畔樓（2008年7月）
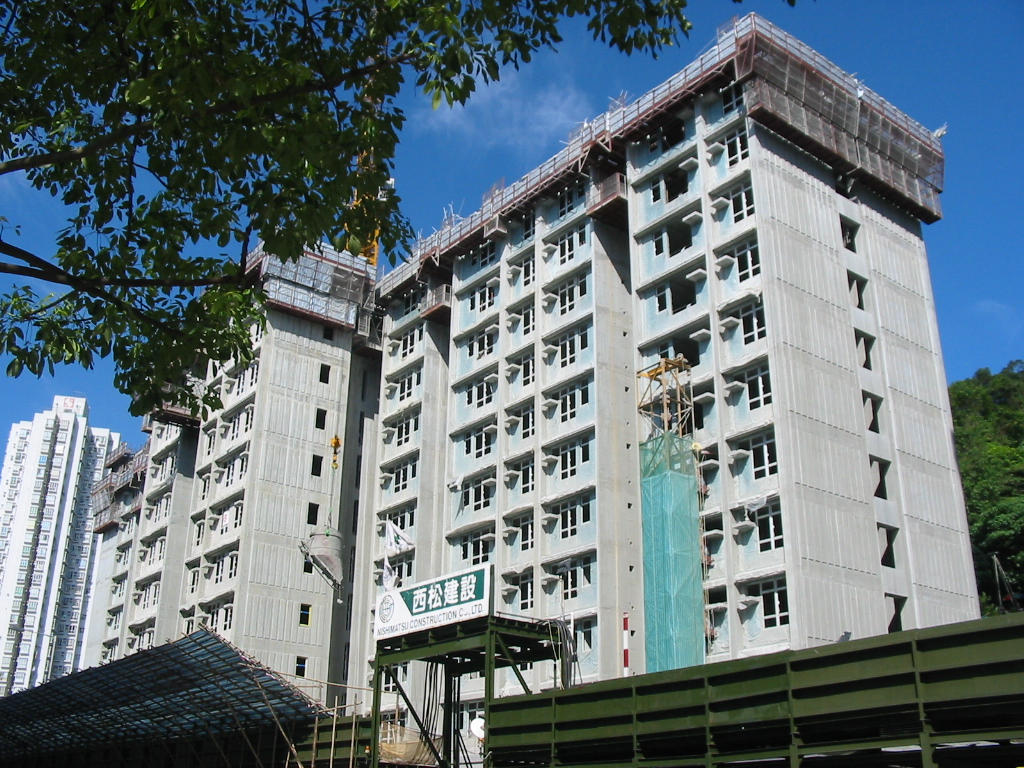
重建中的柴灣邨，圖中的現址為灣映樓（2008年7月）

## 柴灣邨重建後的屋苑列表
以舊柴灣邨重建前的樓宇座號順序排列：
- 樂軒臺
- 蝶翠苑
- 柴灣邨（現址）
- 環翠邨
  - 悅翠苑
  - 茵翠苑

## 著名住客
舊柴灣邨
- 梁國雄：前立法會議員，曾經居於第21座、第15座。
- 黃遠輝：前渣打銀行中國區總裁、前工銀亞洲董事兼副總經理，現任房委會資助房屋小組主席兼渣打銀行顧問[1]。因木屋區在他十歲時被清拆而先後搬遷到柴灣邨十五座及漁灣邨居住[2]；長大後再儲錢以綠表買居屋[3]。黃遠輝就讀小學六年級時曾經在柴灣工廠邨大廈（現為華廈邨）做暑期工，負責製作校簿，例如單行簿、格仔簿等以幫補書簿費[4]。

## 教育設施

### 小學
- 聖公會柴灣聖米迦勒小學（1919年創辦）

已結束的學校
- 道慈佛社張祝珊小學（柴灣邨5及6座天台）
- 東區婦女福利會柴灣學校（柴灣邨7及8座）
- 五邑工商總會柴灣分校（柴灣邨12座天台）
- 懷恩小學（柴灣邨24座天台）
- 靈恩堂小學暨幼稚園（柴灣邨17座天台）
- 進教之佑學校暨幼稚園（柴灣邨18座天台）
- 福音學校道（柴灣邨16及19座天台）
- 西灣村公學（柴灣邨20座天台）
- 生命堂小學暨幼稚園（柴灣邨22座天台）
- 信愛幼稚園（柴灣邨23座天台）
- 柴灣信愛學校（原址在柴灣邨23座地下，1977年因為23座清拆而遷往漁灣邨）
- 柴灣海星小學（原址在柴灣邨18座天台，1961年遷至24座地下，1976年因為24座清拆而遷往興華邨）
- 永德學校（柴灣邨25座）
- 宣仁小學（柴灣邨25座天台）
- 路德會小學暨幼稚園（柴灣邨26座天台）
- 柴灣官立小學（柴灣邨）
- 保良局總理聯誼會第一小學（柴灣邨）

### 中學
- 寶血女子中學（1945年創辦）
- 明愛柴灣馬登基金中學（1979年創辦）
- 中華傳道會劉永生中學（1999年創辦）

## 外部連結
- 房委會物業位置及資料 柴灣邨 （页面存档备份，存于）
- 房委會釐定四個新屋邨租金 （页面存档备份，存于）
- 討論文庫 － 柴灣新區大廈編號（香港地方） （页面存档备份，存于）
- 討論文庫 － 柴灣邨及環翠邨（香港地方） （页面存档备份，存于）
- 討論文庫 － 第一二型徙置大廈平面圖（香港地方） （页面存档备份，存于）

22°15′52″N 114°14′33″E / 22.26449°N 114.242583°E